# Єзурень
Єзурень, Єзурені (рум. Iezureni) — село у повіті Горж в Румунії. Адміністративно підпорядковане місту Тиргу-Жіу.
Село розташоване на відстані 230 км на захід від Бухареста, 7 км на північний схід від Тиргу-Жіу, 93 км на північний захід від Крайови.

## Населення
За даними перепису населення 2002 року у селі проживали 594 особи, усі — румуни. Усі жителі села рідною мовою назвали румунську.